# Lex Glicia
La lex Glicia va ser una possible llei romana, de la que se'n discuteix l'existència. L'hauria establert el dictador Marc Claudi Glícia l'any 249 aC i segurament tractava sobre els testaments que desheretaven els fills del testador. Alguns autors pensen que aquesta llei seria en realitat la llei Titia o potser la Falcidia.